# Panonia Superior
Panonia Superior fue una provincia romana fundada en torno al año 103, cuando la gran provincia Panonia fue dividida por Trajano en dos provincias, la Superior y la Inferior.
Abarcaba territorios que hoy son parte de Austria, Bosnia y Herzegovina, Croacia, Eslovaquia, Eslovenia y Hungría. Su capital fue  Carnuntum.

## Historia
La provincia imperial Panonia, desde su creación bajo Augusto, había servido de centro del dispositivo político-militar del Imperio romano en el curso medio del Danubio, encargada especialmente de cerrar el acceso hacia Italia por el camino más corto a los germanos centroeuropeos, hasta el punto de haber alcanzado una guarnición de cuatro legiones con sus correspondientes tropas auxiliares, lo que equivalía a la nada despreciable fuerza de unos 45.000 soldados. Esto tenía como consecuencia que su gobernador, siempre de rango consular, controlase el ejército provincial más importante del Imperio, por delante de los de las provincias germanas, Britania o Siria, por lo que siempre debía ser un senador de lealtad más que probada al emperador que lo nombraba. 
Esta situación hizo que el emperador Trajano decidiese dividir Panonia en dos en el año 103, para reducir el poder de un potencial enemigo, de forma que la nueva provincia Panonia Superior, de rango consular, tenía tres legiones por guarnición, la Legio I Adiutrix, la legio X Gemina y la legio XIV Gemina Martia Victrix, mientras que la nueva provincia Panonia Inferior, de rango pretorio, tenía una única legión como guarnición.
A finales del imperio de Cómodo estaba gobernada por Lucio Septimio Severo, quien utilizó esta provincia con sus tres legiones para proclamarse emperador tras el asesinato de Pertinax en el turbulento año de los cinco emperadores.
Diocleciano dividió la provincia en dos a finales del siglo III, creando las provincias Panonia I y Panonia Savia dentro de la Diócesis del Ilírico y Constantino I la asignó a la Prefectura del pretorio de Iliria.
Entre los años 796 y 830 fue parcialmente ocupada por los francos.

## Principales ciudades
Las ciudades más importantes de Panonia Superior fueron:
- Vindobona (Viena, Austria), campamento de la Legio X Gemina
- Carnuntum Petronell, Austria), campamento de la Legio XIV Gemina Martia Victrix y capital de la provincia
- Siscia (Sisak, Croacia)
- Iovia Botivo (Ludbreg, Croacia)
- Aquae Balissae (Daruvar, Croacia)
- Andautonia (Ščitarjevo, Croacia)
- Brigetio (Szony, Hungría), campamento de la Legio I Adiutrix
- Savaria (Szombathely, Hungría)
- Scarbantia (Sopron, Hungría)
- Arrabona (Győr, Hungría)
- Poetovio (Ptuj, Eslovenia)

## Lista de gobernadores delsigloII
- Publio Metilio Nepote 106-107/8[2]
- Lucio Minicio Natal 113/114-117/118
- Lucio Vitrasio Flaminino c. 126[3]
- Tito Atilio Máximo 130/131-133/134
- Lucio Elio César 136-137
- Tito Haterio Nepote 137-c. 141[4]
- Marco Poncio Leliano Larcio Sabino c. 145-c. 150
- Gayo Claudio Máximo c. 150-c. 155
- Marco Nonio Macrino c. 159-c. 162
- Lucio Dasumio Tulio Tusco c. 162-c. 166
- Marco Iallio Baso Fabio Valeriano c. 166-c. 169
- Gayo Julio Cómodo Orfitiano c. 169-c. 172
- Sexto Quintilio Máximo c. 175-c. 179